# Кросни, Александра
Алекса́ндра Бе́нджамин Кро́сни (англ. Alexandra Benjamin Krosney, род. 28 января 1988, Лос-Анджелес, Калифорния) — американская актриса. Наиболее известна по роли Кристин Бакстер в ситкоме «Последний настоящий мужчина» в первом сезоне.

## Избранная фильмография
| Год     | Русское название            | Оригинальное название          | Роль                    | Примечания                                                        |
| ------- | --------------------------- | ------------------------------ | ----------------------- | ----------------------------------------------------------------- |
| 2002    |                             | The Grubbs                     | Крикет                  | Эпизод: «Pilot»                                                   |
| 2003    | Без следа                   | Without a Trace                | молодая Лианна Сарбо    | Эпизод: «Moving On»                                               |
| 2003    | Семейное дело               | Family Affair                  | Реми                    | 3 эпизода                                                         |
| 2004    | Скорая помощь               | ER                             | Трина                   | Эпизод: «White Guy, Dark Hair»                                    |
| 2005    | Основа для жизни            | Grounded for Life              | Анжелика                | Эпизод: «Tom Sawyer»                                              |
| 2005    | Расследование Джордан       | Crossing Jordan                | Леанн Даубер            | Эпизод: «Murder in the Rue Morgue»                                |
| 2005    | Сильное лекарство           | Strong Medicine                | Фрэнсис Райбли          | Эпизод: «Chief Complaints»                                        |
| 2006    | Морская полиция: Спецотдел  | NCIS                           | Надя Харкорт            | Эпизод: «Bait»                                                    |
| 2006    | Кости                       | Bones                          | Эми Каллен              | Эпизод: «The Graft in the Girl»                                   |
| 2006    | Читай и рыдай               | Read It and Weep               | Хармони                 | ТВ фильм                                                          |
| 2007    | 4исла                       | Numb3rs                        | Жозефина Киртлэнд       | Эпизод: «Nine Wives»                                              |
| 2007    | Без следа                   | Without a Trace                | Ребекка Говард          | Эпизод: «Connections»                                             |
| 2007    | Правила Шредермана          | Shredderman Rules              | Тина                    | ТВ фильм                                                          |
| 2007    | Последний день лета         | The Last Day of Summer         | Диана Маллой            | ТВ фильм                                                          |
| 2008    | Кори в доме                 | Cory in the House              | блондинка Эшли          | Эпизод: «Lip Service»                                             |
| 2008    | Мыслить как преступник      | Criminal Minds                 | Эйлин Бечтолд           | Эпизод: «Elephant's Memory»                                       |
| 2009    | Остаться в живых            | Lost                           | Элоиза Хоукинг в 17 лет | Эпизод: «Бомба»                                                   |
| 2009    | C.S.I.: Место преступления  | CSI: Crime Scene Investigation | Силвер                  | Эпизод: «Deep Fried and Minty Fresh»                              |
| 2009    | Выживание в пригороде       | Surviving Suburbia             | Ронда                   | Второстепенная роль 5 эпизодов                                    |
| 2009    | Ясновидец                   | Psych                          | Люси Райан              | Эпизод: «The Devil Is in the Details... And the Upstairs Bedroom» |
| 2010    | Медиум                      | Medium                         | Килин МакКинни          | Эпизод: «Psych»                                                   |
| 2010    | Никита                      | Nikita                         | Сара                    | Эпизод: «The Recruit»                                             |
| 2010–11 | Трансформеры: Прайм         | Transformers: Prime            | Сиерра                  | Эпизоды: «Darkness Rising: Part 1» и «Speed Metal» Озвучка        |
| 2011–12 | Последний настоящий мужчина | Last Man Standing              | Кристин Бакстер         | Основной состав 24 эпизода                                        |
| 2012    | Трансформеры: Прайм         | Transformers Prime             | Сиерра                  | Эпизод: «Orion Pax: Part 1» Озвучка                               |
| 2013    | Доктор Эмили Оуэнс          | Emily Owens, M.D               | Лиз Барнс               | Эпизод: «Emily and... The Leap»                                   |
| 2013    | Аффект крошечного отверстия | The Pinhole Affect             | Лилли                   | Короткометражка                                                   |
| 2015    | Особо опасна                | Barely Lethal                  | Синди                   |                                                                   |